# Platycheirus chilosia
Platycheirus chilosia är en tvåvingeart som först beskrevs av Charles Howard Curran 1922.  Platycheirus chilosia ingår i släktet fotblomflugor, och familjen blomflugor. Inga underarter finns listade i Catalogue of Life.